# Dumbrăvița, Maramureș
Dumbrăvița là một xã thuộc hạt Maramureș, România. Dân số thời điểm năm 2002 là 4497 người.